# Mellanskola
En mellanskola är i ett parallellskolsystem en lägre sekundärutbildning, som utgör en länk mellan folkskolan och gymnasieutbildning. Den heter olika i olika länder, till exempel realskola i Tyskland, även om "Mittelschule" ("mellanskola") var beteckningen för realskola i Tyskland fram till 1964, och namnet lever kvar i bland annat Sachsen. I Sverige fanns på detta stadium realskola (1905-1972) och kommunal mellanskola. I USA och Kanada finns på många håll Middle school som fungerar som en slags "brygga" mellan primär- (elementary school) och sekundärutbildning (high school).
Det japanska chūgakkō (中学校) - årskurs 6–8, motsvarande USA:s junior high school - brukar också benämnas mellanskola.